# Julius Assfalg
Julius Assfalg (ur. 6 listopada 1919, zm. 12 stycznia 2001 w Monachium) – niemiecki orientalista zajmujący się arabistyką chrześcijańską, armenistyką, etiopistyką, kartwelistyką, koptologią, syrologią.

## Życiorys
Studiował filozofię i teologię Uniwersytecie Ludwika i Maksymiliana w Monachium i Katholische Universität Eichstätt-Ingolstadt. Doktorat w Monachium w 1950, habilitacja w 1961 roku. Od 1966 roku był profesorem filologii chrześcijańskiego Wschodu na Uniwersytecie w Monachium.

## Wybrane publikacje
- Kleines Wörterbuch des Christlichen Orients, Harrassowitz, Wiesbaden 1975, ISBN 3-447-01707-4.
- Thesaurus librorum, Reichert, Wiesbaden 1983.
- Das Buch im Orient, Reichert, Wiesbaden 1982.
- (współautor: Renée Zwolanek), Altgeorgische Kurzgrammatik, Universitätsverlag, Freiburg 1976.
- Syrische Handschriften, Steiner, Wiesbaden 1963.
- Georgische Handschriften, Steiner, Wiesbaden 1963.
- Armenische Handschriften, Steiner, Wiesbaden 1962.

## Publikacje w języku polskim
- Słownik chrześcijaństwa wschodniego, red. Julius Assfalg, Paul Krüger, przeł. z niem. Andrzej Bator, Marek Dziekan, Katowice: „Książnica” 1998.